# Francesco Casagrande
Francesco Casagrande (* 14. September 1970 in Florenz) ist ein ehemaliger italienischer Radrennfahrer.

## Werdegang
Der schmächtige Bergspezialist gehörte vor allem in der zweiten Hälfte der 1990er Jahre zu den besten Radprofis Italiens.

### Dopingsperre 1998
1998 wurde Casagrande wegen Dopings für neun Monate gesperrt.
Neben zahlreichen italienischen Eintages-Klassikern gewann er zweimal das Rad-Weltcuprennen Clásica San Sebastián (1998, 1999) sowie im Jahr 2000 den Flèche Wallonne.
Bei der Tour de France konnte er sich nicht durchsetzen – der sechste Platz 1997 blieb sein bestes Resultat.
1999 gelang ihm der Gesamterfolg bei der Tour de Suisse mit einem Vorsprung von 1:04 Minuten auf den Franzosen Laurent Jalabert. Im Jahr 2000 übernahm er für fast ein Jahr die Führung der UCI-Weltrangliste.

### Zweiter beim Giro d’Italia 2000
Beim Giro d’Italia zählte er häufig zu den Mitfavoriten, erreichte jedoch mit dem 2. Platz 2000 seine einzige Podiumsplatzierung. Im Jahr 2002 wurde er vom Giro ausgeschlossen, nachdem er den kolumbianischen Fahrer John Freddy García mutwillig abgedrängt hatte.
2005 beendete Francesco Casagrande seine Radsport-Karriere.

## Grand-Tour-Platzierungen
| Grand Tour            | 1992 | 1993 | 1994 | 1995 | 1996 | 1997 | 1998 | 1999 | 2000 | 2001 | 2002 | 2003 | 2004 | 2005 |
| --------------------- | ---- | ---- | ---- | ---- | ---- | ---- | ---- | ---- | ---- | ---- | ---- | ---- | ---- | ---- |
| Giro d’ItaliaGiro     | –    | 40   | 22   | 10   | 31   | –    | –    | –    | 2    | DNF  | DSQ  | DNF  | –    | –    |
| Tour de FranceTour    | –    | –    | –    | –    | –    | 6    | DNF  | –    | –    | DNF  | –    | –    | –    | –    |
| Vuelta a EspañaVuelta | –    | –    | –    | –    | DNF  | –    | –    | –    | –    | –    | 7    | –    | DNS  | –    |